# Cuneo Volley Ball Club 1999-2000
Questa voce raccoglie le informazioni riguardanti il Cuneo VBC nelle competizioni ufficiali della stagione 1999-2000.

## Stagione
La stagione 1999-2000 è per la società piemontese, sponsorizzata dalla Alpitour e dalla TNT, l'undicesima consecutiva nel massimo campionato italiano. Dopo sei anni di vittorie Silvano Prandi lascia la guida tecnica della squadra al suo vice, Roberto Serniotti. La rosa dei giocatori subisce una piccola rivoluzione: al palleggio Nikola Grbić viene sostituito dal polacco Andrzej Stelmach, mentre il reparto schiacciatori vede gli arrivi di Valerij Gorjušev in banda e di Ruslan Olichver al centro. Per il ruolo di libero viene scelto Giuseppe Sorcinelli.
I risultati in campionato sono alquanto deludenti. Il Cuneo Volley Ball Club non va oltre il settimo posto in stagione regolare, a causa di molte sconfitte contro squadre di medio-bassa classifica; in particolare ottiene nove vittorie a fronte di ben tredici sconfitte. Le prestazioni non all'altezza portano all'esonero del tecnico Roberto Serniotti, sostituito in corso d'opera da Nino Beccari. Il risultato consente comunque alla squadra di partecipare per l'ottavo anno consecutivo ai play-off scudetto. Nei quarti di finale l'avversario è l'Associazione Sportiva Volley Lube di Macerata, seconda al termine del campionato. Ribaltando il pronostico, la TNT Alpitour Cuneo riesce a eliminare i marchigiani in due partite, vincendo sia in trasferta che in casa con il punteggio di 3-2. Raggiunto il girone di semifinale vengono però confermati tutti i limiti già visti nel corso della stagione: quattro sconfitte nelle prime quattro partite, contro Iveco Palermo, Piaggio Roma e due volte con Casa Modena, estromettono i piemontesi dalla lotta per un posto in finale scudetto. A nulla valgono le due vittorie contro conclusive: la squadra conclude il girone all'ultimo posto e viene eliminata.
Le difficoltà vengono confermate anche nel secondo trofeo nazionale, la Coppa Italia. La difesa del titolo conquistato nella stagione precedente si ferma nei quarti di finale, contro la Bossini Montichiari, che vince l'andata in casa per 3-1 e il ritorno a Cuneo per 3-2.
In ambito europeo la squadra affronta per il quarto anno la Coppa delle Coppe. Viene inserita in un girone all'italiana composto da otto squadre, con gare di sola andata, qualificandosi alla final four come seconda classificata, alle spalle dei francesi del Paris Volley. Nella fase finale, disputata ad Atene, in Grecia, i bianco-azzurri eliminano i padroni di casa dell'AEK Atene in semifinale, ma all'atto conclusivo vengono sconfitti dal Paris Volley, fermandosi, come nell'edizione precedente, al secondo posto.
L'unica soddisfazione da una stagione travagliata giunge dalla Supercoppa italiana, conquistata a Trieste contro i campioni d'Italia della Sisley Volley di Treviso.

## Organigramma societario
Area direttiva
- Presidente: Ezio Barroero
- Vicepresidente: Valter Lannutti
- Vicepresidente: Roberto Mandruzzato
- Team manager: Marco Pistolesi

Area organizzativa
- Segretaria generale: Fulvia Cacciò
- Direttore sportivo: Enzo Prandi
- Responsabile settore giovanile: Gino Primasso

Area comunicazione
- Addetto stampa: Giuditta Giraudo
- Relazioni esterne: Bruno Lubatti

Area marketing
- Responsabile marketing: Giuseppe Cormio

Area tecnica
- Allenatore: Roberto Serniotti, da gennaio Nino Beccari
- Allenatore in seconda: Biagio Di Mieri
- Preparatore atletico: Ezio Bramard
- Allenatore settore giovanile: Mario Sasso

Area sanitaria
- Medico: Stefano Carando
- Medico: Emilio Lucidi
- Fisioterapista: Umberto Cuminotto
- Massaggiatore: Gabriele Giorgis

## Rosa
| N. | Giocatore           | Ruolo | Data di nascita  | Nazionalità sportiva |
| -- | ------------------- | ----- | ---------------- | -------------------- |
| 1  | Rafael Pascual      | S/O   | 16 marzo 1970    | Spagna               |
| 2  | Andrzej Stelmach    | P     | 15 agosto 1972   | Polonia              |
| 3  | Luigi Mastrangelo   | C     | 17 agosto 1975   | Italia               |
| 4  | Ruslan Olichver     | C     | 11 aprile 1979   | Lettonia             |
| 5  | Valerij Gorjušev    | S     | 26 aprile 1973   | Russia               |
| 6  | Cosimo Gallotta     | S     | 25 maggio 1977   | Italia               |
| 6  | Daniele Sottile     | P     | 17 agosto 1979   | Italia               |
| 10 | Mauro Gavotto       | O     | 16 aprile 1979   | Italia               |
| 11 | Giuseppe Sorcinelli | L     | 12 gennaio 1971  | Italia               |
| 12 | Pietro Spada        | C     | 9 settembre 1971 | Italia               |
| 12 | Cristian Casoli     | S     | 27 gennaio 1975  | Italia               |
| 14 | Giacomo Rigoni      | S     | 1º marzo 1979    | Italia               |

## Mercato
| Acquisti | Acquisti            | Acquisti           | Acquisti      |
| R.       | Nome                | da                 | Modalità      |
| -------- | ------------------- | ------------------ | ------------- |
| S        | Valerij Gorjušev    | Panasonic Panthers | Definitivo    |
| C        | Ruslan Olichver     | União Suzano       | Definitivo    |
| O        | Vencislav Simeonov  | Indomita Salerno   | Fine prestito |
| L        | Giuseppe Sorcinelli | Lube               | Definitivo    |
| C        | Pietro Spada        | Palermo            | Definitivo    |
| P        | Andrzej Stelmach    | Sempre Padova      | Definitivo    |

| Cessioni | Cessioni           | Cessioni      | Cessioni   |
| R.       | Nome               | a             | Modalità   |
| -------- | ------------------ | ------------- | ---------- |
| C        | Alberto Bachi      | Parma         | Definitivo |
| P        | Nikola Grbić       | Treviso       | Definitivo |
| C        | Ihosvany Hernández | Roma          | Definitivo |
| L        | Liano Petrelli     | Cosenza       | Definitivo |
| S        | Alain Roca         | Gabeca        | Definitivo |
| O        | Vencislav Simeonov | Virtus Fano   | Prestito   |
| S        | Simone Spescha     | Capurso Gioia | Prestito   |

## Risultati

### Serie A1

#### Girone d'andata
| 1ª giornata - 3 ottobre 1999 Palasport di San Rocco Castagnaretta, Cuneo    | Cuneo         | 3 - 1 | Forlì           | 25-17, 25-20, 26-28, 25-13        |
| 2ª giornata - 10 ottobre 1999 Palasport Fontescodella, Macerata             | Lube          | 3 - 0 | Cuneo           | 25-20, 25-18, 25-11               |
| 3ª giornata - 17 ottobre 1999 PalaBernhardsson, Padova                      | Sempre Padova | 0 - 3 | Cuneo           | 22-25, 21-25, 18-25               |
| 4ª giornata - 24 ottobre 1999 Palasport di San Rocco Castagnaretta, Cuneo   | Cuneo         | 2 - 3 | Daytona         | 26-24, 22-25, 23-25, 28-26, 9-15  |
| 5ª giornata - 31 ottobre 1999 PalaVerde, Villorba                           | Treviso       | 0 - 3 | Cuneo           | 24-26, 12-25, 21-25               |
| 6ª giornata - 3 novembre 1999 Palasport di San Rocco Castagnaretta, Cuneo   | Cuneo         | 3 - 0 | Porto Ravenna   | 25-22, 25-23, 25-16               |
| 7ª giornata - 5 novembre 1999 PalaGeorge, Montichiari                       | Gabeca        | 2 - 3 | Cuneo           | 19-25, 23-25, 25-18, 25-20, 8-15  |
| 8ª giornata - 8 dicembre 1999 Palasport di San Rocco Castagnaretta, Cuneo   | Cuneo         | 3 - 1 | Palermo         | 25-23, 21-25, 25-17, 25-16        |
| 9ª giornata - 12 dicembre 1999 PalaRaschi, Parma                            | Parma         | 3 - 0 | Cuneo           | 25-22, 33-31, 25-18               |
| 10ª giornata - 19 dicembre 1999 Palasport di San Rocco Castagnaretta, Cuneo | Cuneo         | 0 - 3 | 4 Torri Ferrara | 23-25, 20-25, 22-25               |
| 11ª giornata - 22 dicembre 1999 Palazzetto dello Sport, Roma                | Roma          | 3 - 2 | Cuneo           | 23-25, 29-31, 28-26, 25-17, 15-11 |

#### Girone di ritorno
| 1ª giornata - 16 gennaio 2000 PalaFiera, Forlì                             | Forlì           | 3 - 1 | Cuneo         | 23-25, 25-15, 25-22, 25-19        |
| 2ª giornata - 23 gennaio 2000 Palasport di San Rocco Castagnaretta, Cuneo  | Cuneo           | 1 - 3 | Lube          | 25-22, 15-25, 19-25, 22-25        |
| 3ª giornata - 30 gennaio 2000 Palasport di San Rocco Castagnaretta, Cuneo  | Cuneo           | 3 - 1 | Sempre Padova | 25-20, 25-21, 24-26, 25-20        |
| 4ª giornata - 6 febbraio 2000 PalaPanini, Modena                           | Daytona         | 3 - 1 | Cuneo         | 20-25, 25-20, 26-24, 25-20        |
| 5ª giornata - 13 febbraio 2000 Palasport di San Rocco Castagnaretta, Cuneo | Cuneo           | 2 - 3 | Treviso       | 25-27, 25-23, 25-19, 25-27, 15-17 |
| 6ª giornata - 20 febbraio 2000 PalaDeAndrè, Ravenna                        | Porto Ravenna   | 2 - 3 | Cuneo         | 25-23, 22-25, 25-20, 23-25, 12-15 |
| 7ª giornata - 5 marzo 2000 Palasport di San Rocco Castagnaretta, Cuneo     | Cuneo           | 0 - 3 | Gabeca        | 22-25, 21-25, 21-25               |
| 8ª giornata - 12 marzo 2000 PalaFondoPatti, Palermo                        | Palermo         | 1 - 3 | Cuneo         | 19-25, 22-25, 25-18, 19-25        |
| 9ª giornata - 19 marzo 2000 Palasport di San Rocco Castagnaretta, Cuneo    | Cuneo           | 0 - 3 | Parma         | 21-25, 22-25, 21-25               |
| 10ª giornata - 26 marzo 2000 Palasport, Ferrara                            | 4 Torri Ferrara | 3 - 1 | Cuneo         | 25-13, 29-27, 20-25, 25-16        |
| 11ª giornata - 2 aprile 2000 Palasport di San Rocco Castagnaretta, Cuneo   | Cuneo           | 0 - 3 | Roma          | 26-28, 23-25, 20-25               |

#### Play-off scudetto
| Quarti di finale (gara 1) - 9 aprile 2000 Palasport Fontescodella, Macerata                         | Lube    | 2 - 3 | Cuneo   | 25-21, 20-25, 20-25, 25-20, 11-15 |
| Quarti di finale (gara 2) - 14 aprile 2000 Palasport di San Rocco Castagnaretta, Cuneo              | Cuneo   | 3 - 2 | Lube    | 23-25, 25-18, 25-27, 25-21, 15-8  |
| Girone semifinali (1ª giornata andata) - 19 aprile 2000 Palasport di San Rocco Castagnaretta, Cuneo | Cuneo   | 0 - 3 | Daytona | 23-25, 18-25, 22-25               |
| Girone semifinali (2ª giornata andata) - 22 aprile 2000 PalaLottomatica, Roma                       | Roma    | 3 - 0 | Cuneo   | 25-22, 25-22, 25-13               |
| Girone semifinali (3ª giornata andata) - 26 aprile 2000 PalaFondoPatti, Palermo                     | Palermo | 3 - 0 | Cuneo   | 25-20, 25-14, 25-18               |
| Girone semifinali (1ª giornata ritorno) - 30 aprile 2000 PalaPanini, Modena                         | Daytona | 3 - 1 | Cuneo   | 25-16, 25-19, 19-25, 27-25        |
| Girone semifinali (2ª giornata ritorno) - 3 maggio 2000 Palasport di San Rocco Castagnaretta, Cuneo | Cuneo   | 3 - 2 | Roma    | 23-25, 25-27, 25-21, 32-30, 15-9  |
| Girone semifinali (3ª giornata ritorno) - 7 maggio 2000 Palasport di San Rocco Castagnaretta, Cuneo | Cuneo   | 3 - 1 | Palermo | 23-25, 31-29, 25-19, 25-22        |

### Coppa Italia

#### Fase a eliminazione diretta
| Quarti di finale (andata) - 14 ottobre 1999 PalaGeorge, Montichiari                      | Gabeca | 3 - 1 | Cuneo  | 25-23, 19-25, 25-17, 25-21        |
| Quarti di finale (ritorno) - 27 ottobre 1999 Palasport di San Rocco Castagnaretta, Cuneo | Cuneo  | 2 - 3 | Gabeca | 22-25, 23-25, 25-17, 25-21, 11-15 |

### Coppa delle Coppe

#### Fase a gironi
| 1ª giornata - 12 gennaio 2000 Gemeentelijke Sporthal, Averbode             | Averbode        | 2 - 3 | Cuneo           | 19-25, 25-22, 15-25, 25-22, 12-15 |
| 2ª giornata - 19 gennaio 2000 Palasport di San Rocco Castagnaretta, Cuneo  | Cuneo           | 3 - 0 | Almería         | 25-18, 25-20, 25-23               |
| 3ª giornata - 26 gennaio 2000 Salle Charléty, Parigi                       | Paris           | 3 - 1 | Cuneo           | 25-18, 25-21, 28-30, 25-23        |
| 4ª giornata - 2 febbraio 2000 Palasport di San Rocco Castagnaretta, Cuneo  | Cuneo           | 3 - 0 | Bayer Wuppertal | 25-17, 25-23, 25-15               |
| 5ª giornata - 9 febbraio 2000 Pavilhão, Maia                               | Castêlo da Maia | 2 - 3 | Cuneo           | 25-23, 20-25, 26-24, 21-25, 15-17 |
| 6ª giornata - 16 febbraio 2000 Sports Palace Cosmos, Belgorod              | Belogor'e       | 1 - 3 | Cuneo           | 25-17, 23-25, 17-25, 16-25        |
| 7ª giornata - 23 febbraio 2000 Palasport di San Rocco Castagnaretta, Cuneo | Cuneo           | 3 - 0 | Púchov          | 25-16, 25-18, 25-17               |

#### Fase a eliminazione diretta
| Semifinali - 9 marzo 2000 O.A.K.A. Olympic Indoor Hall, Atene | AEK Atene | 1 - 3 | Cuneo | 22-25, 25-20, 22-25, 18-25 |
| Finale - 10 marzo 2000 O.A.K.A. Olympic Indoor Hall, Atene    | Cuneo     | 1 - 3 | Paris | 25-20, 22-25, 20-25, 22-25 |

### Supercoppa italiana
| Finale - 26 settembre 1999 PalaTrieste, Trieste | Treviso | 1 - 3 | Cuneo | 21-25, 19-25, 25-23, 19-25 |

## Statistiche

### Statistiche di squadra
| Competizione        | Punti | In casa | In casa | In casa | In trasferta | In trasferta | In trasferta | Totale | Totale | Totale |
| Competizione        | Punti | G       | V       | P       | G            | V            | P            | G      | V      | P      |
| ------------------- | ----- | ------- | ------- | ------- | ------------ | ------------ | ------------ | ------ | ------ | ------ |
| Serie A1            | 33    | 15      | 7       | 8       | 15           | 6            | 9            | 30     | 13     | 17     |
| Coppa Italia        | -     | 1       | 0       | 1       | 1            | 0            | 1            | 2      | 0      | 2      |
| Coppa delle Coppe   | 12    | 3       | 3       | 0       | 4            | 3            | 1            | 9      | 7      | 2      |
| Supercoppa italiana | -     | -       | -       | -       | -            | -            | -            | 1      | 1      | 0      |

G = partite giocate; V = partite vinte; P = partite perse

### Statistiche dei giocatori
| C. Casoli      | 27 | 239 | 193 | 22 | 24 | Statistiche assenti | Statistiche assenti | 1 | 8  | Statistiche assenti | 28 | 247 | 193 | 22 | 24 |
| C. Gallotta    | 26 | 130 | 107 | 17 | 6  | Statistiche assenti | Statistiche assenti | - | -  | Statistiche assenti | 26 | 130 | 107 | 17 | 6  |
| M. Gavotto     | 12 | 66  | 52  | 12 | 2  | Statistiche assenti | Statistiche assenti | - | -  | Statistiche assenti | 12 | 66  | 52  | 12 | 2  |
| V. Gorjušev    | 28 | 335 | 287 | 33 | 15 | Statistiche assenti | Statistiche assenti | 1 | 17 | Statistiche assenti | 29 | 352 | 287 | 33 | 15 |
| L. Mastrangelo | 30 | 297 | 166 | 94 | 37 | Statistiche assenti | Statistiche assenti | 1 | 13 | Statistiche assenti | 31 | 310 | 166 | 94 | 37 |
| R. Olichver    | 28 | 184 | 138 | 38 | 8  | Statistiche assenti | Statistiche assenti | 1 | 10 | Statistiche assenti | 29 | 194 | 138 | 38 | 8  |
| R. Pascual     | 28 | 446 | 372 | 54 | 20 | Statistiche assenti | Statistiche assenti | 1 | 11 | Statistiche assenti | 29 | 457 | 372 | 54 | 20 |
| G. Rigoni      | 1  | 0   | 0   | 0  | 0  | Statistiche assenti | Statistiche assenti | - | -  | Statistiche assenti | 1  | 0   | 0   | 0  | 0  |
| G. Sorcinelli  | 30 | -   | -   | -  | -  | Statistiche assenti | Statistiche assenti | 1 | -  | Statistiche assenti | 31 | -   | -   | -  | -  |
| D. Sottile     | 14 | 17  | 6   | 5  | 6  | Statistiche assenti | Statistiche assenti | - | -  | Statistiche assenti | 14 | 17  | 6   | 5  | 6  |
| P. Spada       | 8  | 31  | 20  | 9  | 2  | Statistiche assenti | Statistiche assenti | - | -  | Statistiche assenti | 8  | 31  | 20  | 9  | 2  |
| A. Stelmach    | 28 | 80  | 36  | 29 | 15 | Statistiche assenti | Statistiche assenti | 1 | 5  | Statistiche assenti | 29 | 80  | 36  | 29 | 15 |

P = presenze; PT = punti totali; AV = attacchi vincenti; MV = muri vincenti; BV = battute vincenti